# Marechal Thaumaturgo
Marechal Thaumaturgo – miasto i gmina w Brazylii, leży w stanie Acre. Gmina zajmuje powierzchnię 8191,69 km². Według danych szacunkowych w 2016 roku miasto liczyło 17 401 mieszkańców. Położone jest około 550 km na zachód od stolicy stanu, Rio Branco, oraz około 3300 km na zachód od Brasílii, stolicy kraju. Usytuowane jest nad rzeką Juruá. 
28 kwietnia 1992 roku miejscowość została podniesiona do rangi gminy. Nowa gmina została utworzona poprzez wyłączenie z terenów gminy Cruzeiro do Sul. 
W 2014 roku wśród mieszkańców gminy PKB per capita wynosił 9948,88 reais brazylijskich.